# Lophochroa leadbeateri
Il cacatua di Leadbeater o cacatua del maggiore Mitchell (Lophochroa leadbeateri (Vigors, 1831)) è un uccello della famiglia dei Cacatuidi, endemico dell'Australia. È l'unica specie del genere Lophochroa.

## Descrizione
Il cacatua di Leadbeater è un pappagallo di medie dimensioni che variano dai 30 ai 35 centimetri di lunghezza, con un peso medio di 350 grammi. Il suo piumaggio è bianco sul dorso e sulle ali, mentre il petto e il capo sono di un rosa chiaro. Caratteristica è la sua cresta dai colori molto vivaci, quali il rosso, l'arancio e il giallo.